# Eugnosta parreyssiana
Eugnosta parreyssiana es una especie de polilla de la tribu Cochylini, familia Tortricidae.
Fue descrita científicamente por Duponchel, in Godart en 1842. Las larvas posiblemente se alimentan de Jurinea cyanoides.

## Distribución
Se encuentra en Alemania, Austria, Suiza, República Checa, Eslovaquia, Rumania, Rusia y Francia.